# Хэнс, Уильям
Уи́льям Ге́нри Хэнс (англ. William Henry Hance; 10 ноября 1951, Лексингтон, Виргиния — 31 марта 1994) — американский серийный убийца и бывший американский военнослужащий, признанный виновным в убийстве четырёх женщин. Серия убийств произошла в 1978 году в Колумбусе, штат Джорджия, на территориях, прилегающих к военной базе, где проходил службу Хэнс. 31 марта 1994 года Хэнс был казнён на электрическом стуле. Вина Хэнса и обоснованность его осуждения вызывала споры даже после его казни. Споры о расовой предвзятости в отношении вынесения ему приговора велись вплоть до его смерти. Судебное разбирательство над Хэнсом произошло с изобилием расовых предрассудков. Из-за убедительных доказательств нарушений правовых процедур в отношении Уильяма Хэнса он считается одним из самых известных чернокожих, осуждённых в США, который стал жертвой расизма и политической целесообразности.

## Ранние годы
Уильям Хэнс родился 10 ноября 1951 года в городе Лексингтон, штат Виргиния, с населением около 6000 человек. Рос без отца, воспитывался матерью-инвалидом в социально-неблагополучной среде. Уже в школьные годы у Хэнса было выявлены признаки умственной отсталости. Он посещал школу Parry McCluer High School, расположенной в соседнем городке Бьюна-Виста (Виргиния), которую из-за проблем с неуспеваемостью был вынужден бросить в середине 1960-х годов. Перебиваясь случайными заработками, Хэнс в конце 1960-х завербовался в армию США, которая в то время вела войну во Вьетнаме. Хэнс во Вьетнам не попал, он был зачислен в Корпус морской пехоты США и проходил службу на базах раскватированных на территории США. В 1973 году Хэнс покинул корпус морской пехоты и продолжил службу в сухопутных войсках США. Службу проходил на территориях военных баз Форт-Бенжамин в штате Индиана и Форт-Беннинг в штате Джорджия. Имел звание специалиста 4-го класса. Был женат. С женой развелся в марте 1977 года. Последние несколько лет перед арестом испытывал материальные трудности и находился в депрессии в связи со смертью матери, которая в середине 1970-х была изнасилована и жестоко убита неизвестными.

## Арест
Уильям Генри Хэнс был арестован 4 апреля 1978 года по подозрению в убийстве двух женщин — 21-летней Гейл Фейсон и 32-летней Ирен Тиркилд. Обе женщины посещали бары, расположенные рядом с военной базой Форт-Беннинг и занимались проституцией. Основными их клиентами были военнослужащие. Гейл Фейсон пропала без вести 28 февраля 1978 года. В этот период в Коламбусе происходила серия убийств пожилых женщин неизвестным, которого СМИ нарекли «Чулочным душителем». Похититель Гейл Фейсон отправил в полицию Коламбуса и местные газеты ряд писем с угрозами убийства похищенной женщины в случае, если «Чулочный душитель» не будет пойман. В другом случае он потребовал 10 000 долларов за выкуп жертвы похищения. 15 марта 1978 года пропала без вести Ирен Тиркилд. 30 марта 1978 года неизвестный снова дал о себе знать, он позвонил в полицию и указал месторасположение трупа Гейл Фейсон и описание ее увечий. Тело Гейл Фейсон было обнаружено в тот же день. 
Следствие установило, что девушка была убита еще 28 февраля 1978 года — в день похищения. В начале апреля убийца снова позвонил в полицию с аналогичными угрозами в отношении Ирен Тиркилд, если «Чулочный душитель» будет продолжать оставаться на свободе. В ходе расследования следствие выяснило, что Тиркилд в день исчезновения посещала бар Vice Mitchell’s Bar. В начале апреля её тело было обнаружено. Тиркилд как Фейсон погибла от последствий жестокого избиения. По показаниям многочисленных свидетелей и очевидцев, девушка покинула бар вместе с темнокожим военнослужащим по имени Уильям Хэнс. Ещё до ареста Хэнса полиция склонялась к версии о том, что убийцей является один из военнослужащих базы Форт-Беннинг. На месте обнаружения трупа Фейсон была найдена армейская кепка, а все письма, отправленные в полицию и газеты, были написаны с помощью канцелярских принадлежностей, используемых в армии США. 
В своих письмах неизвестный использовал псевдоним «Председатель сил зла» (англ. Chairman of the Forces of Evil). Известный американский агент ФБР и специалист в области криминологии Роберт К. Ресслер ещё на стадии расследования составил психологический профиль убийцы. По его мнению, убийцей является темнокожий молодой человек в возрасте 25 лет, низкообразованный, военнослужащий базы Форт-Беннинг. 4 апреля 1978 года Хэнс был арестован по подозрению в убийстве Ирен Тиркилд. Позже он был идентифицирован как человек, с которым погибшая Гейл Фейсон покинула бар в день своей смерти, впоследствии чего Хэнсу также было предъявлено обвинение в убийстве Гейл Фейсон.

## Суд
Хэнсу было предъявлено обвинение в убийстве Ирен Тиркилд и Гейл Фейсон. После недолгого допроса Хэнс признался в совершении обоих убийств и дал признательные показания. Позднее он также признался в убийстве 24-ней Карен Хикман, которая была убита в сентябре 1977 года, и чьё тело было обнаружено недалеко от территории базы Форт-Беннинг. Кроме его признательных показаний, основную доказательную базу составили весьма косвенные улики. На основании графологической экспертизы следствие пришло к выводу, что письма, отправленные в полицию, были написаны рукой Хэнса. Судебная фоноскопическая экспертиза выявила, что звонки в полицию совершал также Хэнс. На одном из писем был обнаружен смазанный отпечаток пальца, который был идентифицирован как отпечаток пальца Уильяма Хэнса, также на месте одного из убийств был обнаружен отпечаток обуви убийцы, размер которой совпадал с размером обуви, которую носил Хэнс. 
Также на суде выступили несколько свидетелей, который идентифицировали Уильяма Хэнса как человека, с которым обе погибшие женщины покинули заведения в день своей смерти. На основании этих весьма косвенных улик и не совсем достоверных показаний Уильям Генри Хэнс 16 декабря 1978 года был приговорён к смертной казни. Во время следствия Хэнс проверялся на причастность к совершению убийств, совершенных «чулочным душителем», но доказательств этому не нашлось. Впоследствии Хэнс был идентифицирован как убийца молодой чернокожей женщины в период прохождения его службы в штате Индиана, но никаких обвинений в убийстве Уильяму предъявлено не было.

## В заключении
Практически сразу после вынесения приговора Хэнсу возникли споры о расовой предвзятости в деле его осуждения. Расовая дискриминация была отмечена при отборе присяжных заседателей, где из 12 человек был всего лишь один чернокожий. Немаловажным аспектом послужила степень огласки в СМИ того факта, что Хэнс во время судебного разбирательства рассматривался как основной подозреваемый в совершении серийных убийств пожилых женщин в Коламбусе в середине 1978 года. По мнению многих, моральная паника в городе, созданная неизвестным, способствовала тому, что под давлением общественного мнения Уильям Хэнс не получил справедливого суда и в отношении его были нарушены правовые процедуры. Оказавшись в заключении, Хэнс, пытаясь избежать смертной казни, регулярно подавал апелляции. Он отказался от своих признательных показаний и в 1980 году подал апелляцию на основании того, что обвинение не предоставило ему государственного адвоката в то время, как у Хэнса были выявлены признаки психического расстройства, что являлось уголовно-процессуальным нарушением.
В 1983 году ему удалось добиться отмены смертного приговора. Ему было назначено новое судебное разбирательство, которое произошло в 1984 году. Во время суда Хэнс прошёл судебно-психиатрическую экспертизу, которая выявила у него признаки умеренной умственной отсталости с порогом коэффициента интеллекта в 76 баллов (порог гениальности 120). В 1984 году Уильям Хэнс повторно был приговорён к смертной казни. Судебное разбирательство прошло со скандалом и было отмечено случаем дезинформации, неправомерным поведением членов присяжных заседателей из 12 человек, из которых 11 были белыми и расовым предубеждением. Единственная чернокожая член жюри — Гейл Льюис Дэниелс — после процесса утверждала, что не голосовала за вынесение наказания Хэнсу в виде смертной казни, но её голос был проигнорирован председателем жюри, а остальные члены оказали на неё моральное давление. Слова Дэниелс подтвердила ещё один член жюри — Патрисия Лемай, тем самым заявив, что председатель жюри присяжных солгал суду, заявив, что вердикт о виновности Хэнса является единогласным решением. Также она добавила, что обсуждение решения о виновности Хэнса прошло в обстановке, противоречащей установленным правилам поведения и требованиям общечеловеческой морали. 
По свидетельству Лемай — другие члены жюри умышленно унижали честь и достоинство личности Хэнса по расовому признаку, отмечая его обсуждение такими комментариями как «типичный нигер, совершивший убийство (typical nigger» involved in a murder)", «всего лишь еще один жалкий ниггер, по которому никто не будеть скучать (just one more sorry nigger that no one would miss)» и «ниггер признался, что он это сделал, а значит, должен поджариться (The nigger admitted he did it, he should fry)». Эти заявления были опубликованы в СМИ и вызвали общественный резонанс. Примерно в это же время был арестован Карлтон Гэри, которому были предъявлены обвинения и который был идентифицирован как «Чулочный душитель». На основании этого Хэнс и его адвокаты в 1985 году подали новую апелляцию, ссылаясь на тот факт, что интенсивная огласка по делу о «Чулочном душителе» не позволила ему получить справедливое судебное разбирательство как в 1978, так и в 1984 годах. Однако суд отклонил его апелляцию, заявив, что эффект гласности не привёл к расовым предрассудкам в деле его осуждения. 
Последнюю попытку добиться отмены смертного приговора и добиться замены его на наказание в виде пожизненного заключения Уильям Хэнс сделал в 1993 году. К тому времени Хэнс и вовсе заявил о своей невиновности, а его адвокаты составили апелляционный документ на основании того, что Уильям Хэнс — умственно отсталый, и государство не имеет права его подвергнуть смертной казни. Во время рассмотрения его апелляции на суде также выступили несколько свидетелей, знавших Хэнса с 1973 года которые заявили, что осуждённый был на хорошем счету в обществе, не привлекался к уголовной ответственности и никогда не демонстрировал деструктивного поведения. Однако суд в очередной раз отклонил его апелляцию, не проявив снисхождения. Казнь Уильяма Генри Хэнса была назначена на 31 марта 1994 года. За полчаса до запланированной казни адвокаты обратились в Верховный Суд США с просьбой перенести дату казни на основании того, что найдены новые данные, на основе которых будет подана очередная апелляция, однако, рассмотрев и изучив эти данные, Верховный СУД США проголосовал 6-3 против нового судебного разбирательства, тем самым отклонив ходатайство о переносе даты казни.

## Казнь
Уильям Генри Хэнс был казнён 31 марта 1994 года на электрическом стуле в тюрьме «Georgia Diagnostic and Classification Prison», расположенной в городе Джексон, округ Баттс. Перед казнью Хэнс настаивал на своей невиновности. В своём последнем слове Хэнс заявил примерно следующее: «Моя невиновность может быть доказана прямо сейчас», «Это странный вид правосудия». (англ. 'My innocence can be proven right now, this is a strange kind of justice.'). Казнь человека, у которого была диагностирована задержка умственного развития, вызвала общественные споры. После смерти Хэнса члены семей погибших женщин заявили, что неоднократно обращались в суды с просьбами о помиловании Хэнса и заменой ему смертного приговора на наказание в виде пожизненного заключения.

## Последствия
Через несколько лет после казни Хэнса в штате Джорджия вышел закон о запрете вынесения наказания в виде смертной казни лицам с признаками умственной отсталости. Дискуссии о расовой дискриминации чернокожих в штате Джорджия продолжались долгие годы после казни Хэнса. В 2015 году было проведено расследование, согласно выводам которого тогдашний окружной прокурор штата Джорджия Дуглас Пуллен в конце 1970-х годов при отборе присяжных заседателей препятствовал появлению в состав жюри чернокожих кандидатов, руководствуясь «расовыми предрассудками в отношении чернокожих», и делал упор в сторону кандидатов, склонных к вынесению смертных приговоров, тем самым препятствуя справедливым судебным разбирательствам в отношении чернокожих обвиняемых.

## В массовой культуре
Уильям Хэнс появляется во втором сезоне телесериала «Охотник за разумом». Роль Хэнса исполнил Кори Аллен.